# 内井惣七
内井 惣七（うちい そうしち、1943年2月3日 - ）は、日本の哲学者（科学哲学）・科学史家である。京都大学名誉教授。Ph.D.（ミシガン大学、1971年）。

## 来歴
香川県高松市生まれ。1961年、香川県立高松高等学校卒業。1965年 京都大学工学部精密工学科卒業、京都大学文学部哲学科学士入学。1967年、京都大学文学部哲学科卒業、京都大学人文科学研究所助手。
1968年からフルブライト奨学金を得てミシガン大学大学院に留学し、1971年にPh.D.取得。
1979年、大阪市立大学文学部講師。1981年、同助教授。
1990年、京都大学文学部哲学科教授（倫理学講座）。1993年、京都大学文学部文化行動学科教授（科学哲学科科学史講座）。1996年、京都大学大学院文学研究科教授（現代文化学専攻 現代文化学講座）。2006年3月、京都大学定年退官。同年4月、京都大学名誉教授。

## 著書
- 『いかにして推理するかいかにして証明するか-論理パズルによる記号論理学入門』ミネルヴァ書房、1981年。ISBN 978-4623013401。
- 『うそとパラドックス-ゲーデル論理学への道』講談社〈講談社現代新書〉、1987年。ISBN 978-4061488816。
- 『自由の法則・利害の論理』ミネルヴァ書房、1988年。ISBN 978-4623018161。
- 『シャーロック・ホームズの推理学』講談社〈講談社現代新書〉、1988年。ISBN 978-4061489226。
- 『真理・証明・計算-論理と機械』ミネルヴァ書房、1989年。ISBN 978-4623018840。
- 『パズルとパラドックス』講談社〈講談社現代新書〉、1989年。ISBN 978-4061489707。
- 『推理と分析』放送大学教育振興会〈放送大学教材〉、1992年。ISBN 978-4595213212。
- 『科学哲学入門-科学の方法・科学の目的』世界思想社〈SEKAISHISO SEMINAR〉、1995年。ISBN 978-4790705581。
- 『進化論と倫理』世界思想社〈SEKAISHISO SEMINAR〉、1996年。ISBN 978-4790706069。
- 『科学の倫理学』丸善〈現代社会の倫理を考える〉、2002年。ISBN 978-4621070543。
- 『推理と論理-シャーロック・ホームズとルイス・キャロル』ミネルヴァ書房、2004年。ISBN 978-4623039784。
- 『アインシュタインの思考をたどる-時空の哲学入門』ミネルヴァ書房、2004年。ISBN 978-4623042609。
- 『空間の謎・時間の謎-宇宙の始まりに迫る物理学と哲学』中央公論新社〈中公新書〉、2006年。ISBN 978-4121018298。
- 『ダーウィンの思想-人間と動物のあいだ』岩波書店〈岩波新書〉、2009年。ISBN 978-4004312024。
- 『論理的思考のレッスン』筑摩書房〈ちくま学芸文庫〉、2013年。ISBN 978-4480095497。
- 『ライプニッツの情報物理学』中央公論新社〈中公叢書〉、2016年。

## 共著
- 『論理学-モデル理論と歴史的背景』ミネルヴァ書房、1976年。ISBN 978-4623010370。
- 小林道夫 編『科学と哲学-論理・物理・心・言語』昭和堂、1988年。ISBN 978-4812288122。

## 翻訳
- ルドルフ・カルナップ 著、内田種巨・竹尾治一郎・永井成男 訳、内田種臣 編『カルナップ哲学論集』（復刊版）紀伊国屋書店、1977年。ISBN 978-4314009423。
- リチャード・マーヴィン・ヘア 著、山内友三郎 訳『道徳的に考えること-レベル・方法・要点』勁草書房、1994年。ISBN 978-4326152926。
- ピエール＝シモン・ラプラス『確率の哲学的試論』岩波書店〈岩波文庫〉、1997年。ISBN 978-4003392515。本文が162頁に対して、訳注が43頁、解説が69頁と文献に日本語の文献を掲載している。特に、解説では現代的な意味について丁寧に書いているため、確率論、統計学の本質を理解するのによい。解説の索引は本には掲載していないが、「内井惣七のホームページ」に掲載している。また各種資料も掲示している。